# Evelynn Hammonds
Pour les articles homonymes, voir Hammonds.
Evelynn M. Hammonds (née en 1953) est une féministe et universitaire américaine. Ses travaux portent sur les rapports entre la race, le sexe, la science et la médecine, dans le cadre de la théorie de l'intersectionnalité. Elle est professeur d'histoire des sciences et professeur d'études afro-américaines et  africaines à l'Université Harvard. En 2008, Evelynn Hammonds a été nommée doyenne du Harvard College ; elle est la première Afro-américaine et la première femme à diriger le Collège. 

## Biographie

### Milieu familial et jeunesse
Evelynn Hammonds est née à Atlanta en Géorgie en 1953. Sa mère Evelyn Baker Hammonds était institutrice et son père William Hammonds Jr. employé à la poste. Son père aspirait à devenir ingénieur, après avoir étudié la chimie et les mathématiques, mais les pratiques de ségrégation qui avaient cours lui avaient fermé l'accès au Georgia Institute of Technology. Les parents de Evelynn M. Hammonds ont encouragé l'intérêt qu'elle portait à l'histoire et aux sciences. 
Pendant ses études secondaires E.Hammonds a été victime de la part d'élèves et d'enseignants de discriminations qui l'ont obligée à quitter la Charles Lincoln Harper high school pour la Therrell High School (en) en 1967 ; elle a terminé ses études secondaires à la Southwest High School (Minnesota) (en).

### Formation universitaire
Hammonds a d'abord obtenu des diplômes en génie électrique et en physique et a été programmeuse informatique, avant d'obtenir un doctorat en histoire des sciences à Harvard.
Boursière nationale du mérite, E. Hammonds  est acceptée au Spelman College (en) et suit conjointement un programme d'ingénierie au Georgia Institute of Technology. En 1976, elle est diplômée des deux universités en physique et en génie électrique respectivement. Pendant ses études de premier cycle, elle a  travaillé aux Laboratoires Bell dans le cadre d'un programme de bourses de recherche qui recrutait des minorités dans les sciences, lieu qui a conforté sa vocation scientifique,.
Après avoir quitté l'université, elle a travaillé comme ingénieur logiciel pendant cinq ans, mais elle a trouvé que cela ne correspondait pas à ses aspirations. 
Elle est alors retournée à l'Université Harvard. En 1993, elle y a obtenu un doctorat en histoire des sciences,,.

### Carrière
Après l'obtention de son diplôme en histoire des sciences de Harvard, Hammonds a  enseigné au Massachusetts Institute of Technology (MIT). Elle a été la directrice fondatrice du centre du MIT pour l'étude de la diversité en science, technologie et médecine. Elle a également aidé à organiser la première conférence académique nationale pour les femmes noires, Black Women in the Academy: Defending Our Name 1894-1994, une conférence nationale convoquée au Massachusetts Institute of Technology en 1994 pour aborder les problèmes historiques et contemporains auxquels sont confrontées les femmes afro-américaines dans le milieu universitaire.
En 2002, elle quitte le MIT pour enseigner à Harvard comme professeur dans les départements d'histoire des sciences et d'études africaines et afro-américaines,. Elle a reçu le titre de doyenne du Harvard College en 2008. Elle est la quatrième femme noire à être titularisée à la Faculté des arts et des sciences de l'Université Harvard,. 

## Thèmes de recherche
Les travaux de Evelynn Hammonds portent sur les situations d'oppression à l'intersection de la science, de la médecine et de la race. L'histoire des maladies et le féminisme afro-américain comptent parmi ses principaux thèmes de recherche. 

### Discours savants sur la sexualité des femmes noires
E.Hammonds pense que les femmes noires ne se réduisent pas à la définition socialement acceptable donnée de leur sexualité, mais qu'elles n'ont pas encore été capables d'en proposer une autre. Elle retrace l'histoire des discours savants sur la sexualité noire féminine et remonte au début du XIXe siècle, moment où une femme africaine, Saartjie Baartmann, la "Vénus hottentote" avait été exposée en Angleterre et en France comme une bête de foire, et jugée vulgaire en raison de son anatomie, dont certaines parties étaient plus protubérantes que celles des femmes blanches. Les femmes noires étaient considérées à l'époque victorienne comme hypersexuelles. La société blanche pensait que la sexualité des femmes noires sapait la morale et les valeurs de leur société. Aujourd'hui, dit E. Hammonds, certains discours perpétuent l'association des femmes noires à une sexualité incontrôlée.  
À la fin du XIXe siècle et au début du XXe siècle, des réformatrices noires, déterminées à donner une nouvelle définition de la sexualité des femmes noires, ont forgé l'image d'une femme noire vertueuse, hypermorale, sur le modèle de la femme blanche victorienne vertueuse. Elles voulaient s'opposer au stéréotype d'une sexualité féminine noire débridée, mais selon Hammonds, en faisant taire la voix de la femme noire, ces réformatrices ont contribué à l'oppression des femmes noires, sans défaire la connotation hypersexuelle associée à la sexualité féminine noire.

### Situation actuelle des femmes afro-américaines
Les femmes noires, écrit Hammonds, doivent se réapproprier leur sexualité, en donner leur propre définition, pour s'affranchir des images contraignantes qu'on leur a renvoyées d'elles-mêmes. La sexualité des femmes noires a toujours été définie par un groupe extérieur qui les observe, d'abord par des hommes blancs, puis par des femmes féministes blanches. Evelynn Hammonds évoque le "long silence" des féministes noires, lié à leur marginalisation sociale aux États-Unis. Leur voix aurait été étouffée par les institutions académiques, médiatiques, et politiques. Même les femmes noires qui jouissent d'un certain prestige dans le milieu universitaire apprennent qu'elles peuvent donner des conférences sur certaines  questions et pas sur d'autres. 
Abordant le domaine de la médecine et de la science, Hammonds montre qu'aujourd'hui les femmes noires atteintes du sida souffrent des clichés traditionnels concernant l'hypersexualité féminine noire. Ces stéréotypes ont éloigné la société américaine des femmes noires atteintes du sida, toujours confrontées à une oppression séculaire.
L'article de E. Hammonds intitulé «Vers une généalogie de la sexualité féminine noire : la problématique du silence» (1997, publié dans La théorie féministe et le corps) est représentatif des orientations de sa recherche ; il explore les rapports la sexualité féminine noire et du sida sous l'angle de la théorie de l'intersectionnalité.

## Œuvres

### Ouvrages
- (en) The search for perfect control : a social history of diphtheria, 1880-1930, Harvard University, 1993, 360 p. (OCLC 1157769867),
- (en) Ouvrage collectif, co-écrit avec Barbara Laslett, Sally Gregory Kohlstedt & Helen Longino, Gender and Scientific Authority, University of Chicago Press Journals, 13 juin 1996, 450 p. (ISBN 9780226469188),
- (en) Childhood's Deadly Scourge : The Campaign to Control Diphtheria in New York City, 1880-1930, Johns Hopkins University Press, 28 janvier 1999, 320 p. (ISBN 9780801859786, lire en ligne),
- (en) The Nature of Difference : Sciences of Race in the United States from Jefferson to Genomics, MIT Press, 31 janvier 2008, rééd. 31 janvier 2009, 380 p. (ISBN 978-0262582759),
- (en) Ouvrage collectif, co-écrit avec Jennifer M Shephard,  Stephen Michael Kosslyn, The Harvard Sampler : Liberal Education for the Twenty-First Century, Harvard University Press, 15 octobre 2011, 366 p. (ISBN 978-0674059023, lire en ligne)

### Participation à des ouvrages
- (en) M. Jacqui Alexander & Chandra Talpade Mohanty, Feminist Genealogies, Colonial Legacies, Democratic Futures, Routledge, novembre 1996, rééd. 15 juin 2014, 465 p. (ISBN 978-1299288768), Article : “Toward a Genealogy of Black Female Sexuality: The Problematic of Silence”,
- (en) Jennifer Terry et Melodie Calvert, Processed Lives : Gender and Technology in Everyday Life, Routledge, 20 mars 1997, 251 p. (ISBN 978-0415149327, lire en ligne), p. 107-121, "New Technologies of Race",
- (en) Nancy Goldstein et Jennifer L. Manlowe, The Gender Politics of HIV/AIDS in Women : Perspectives on the Pandemic in the United States, New York University Press, 1er juin 1997, 470 p. (ISBN 978-0814730935, lire en ligne), Article : “Seeing AIDS: Race, Gender and Representation”,
- (en) Angela N.H. Creager, Elizabeth Lunbeck & Londa Schiebinger, Feminism in Twentieth-Century Science, Technology, and Medicine, University of Chicago Press, 1er novembre 2001, 269 p. (ISBN 978-0226120249, lire en ligne), p. 230-243, “Gendering the Epidemic: Feminism and the Epidemic of HIV/AIDS in the United States"

### Participation à un film documentaire
E. Hammonds accorde un entretien dans une série documentaire intitulée Race: The Power of an Illusion (en) produite en 2003 par California Newsreel, au cours de laquelle plusieurs spécialistes de l'Université Harvard, de l'Université de Chicago et de l'Université de New York, passent en revue des mythes scientifiques et populaires sur le thème de la race,.